# Cuautitlán Izcalli
Cuautitlán Izcalli, también conocida como Izcalli, es una ciudad del Estado de México, que tiene como cabecera al municipio homónimo fundado en 1973. Tras su concepción, ese mismo año se estableció Infonavit Norte, la primera colonia formalmente instituida en la localidad.
Bautizada en un inicio como ciudad hombre, ciudad imposible, o ciudad modelo, fue planeada para ser una ciudad autosuficiente en materia de agua potable, siendo esta la razón por la que cuenta con 27 pozos. Su fundación también se hizo pensando en un ordenamiento del territorio y urbanismo en el Estado de México, en respuesta a la inmigración rural-urbana que se vivió en la década de los setenta e inicios de los ochenta.

## Toponimia y gentilicio
Tanto el nombre de la ciudad como el del municipio, proviene del idioma náhuatl cuauhuitl, «árbol»; titlán, «entre»; iza, «tu», y calli, «casa», que al juntarlo en español dice «tu casa entre los árboles», significado que se convirtió en el lema del ayuntamiento.
Su gentilicio es «izcallense», que designa genéricamente a cualquier oriundo de la ciudad o del municipio.

## Historia

### Inicios
En la década de los setenta, se empezó a originar la idea de crear una ciudad en el municipio del entonces solo conocido como Cuautitlán. Esta originalmente se planeó para ser la primera ciudad autosuficiente de la zona metropolitana del valle de México, y para ello se tomó gran parte del territorio de los municipios existentes, como Cuautitlán, Tepotzotlán, Tultitlán y Atizapán de Zaragoza. Al igual que otros proyectos de la época, uno de los objetivos de construir esta ciudad fue la regulación del crecimiento poblacional y la reducción del congestionamiento del área metropolitana.
La ciudad se creó usando como base los planos de urbes europeas y estadounidenses, lo que ayudó a transformar los terrenos en áreas apropiadas para el establecimiento de centros de trabajo, de servicio y de habitación, con la idea de contar con áreas deportivas e industriales, zonas residenciales y áreas verdes. Las proyecciones iniciales mostraban señales de una megaciudad, pero la mayor parte de las edificaciones imaginadas no llegaron a concretarse en su momento.

### Establecimiento
El 31 de julio de 1971, el entonces presidente de la República Luis Echeverría Álvarez, colocó la primera piedra a un costado de lo que ahora es el Parque de las Esculturas, estableciendo así al entonces nuevo y renombrado municipio de Cuautitlán Izcalli.
El 1 de mayo de 1972, el presidente Luis Echeverría, junto con el entonces gobernador del Estado de México Carlos Hank González, hicieron la entrega simbólica de 225 casas, y además comenzó a operar la primera oficina de telégrafos de Cuautitlán Izcalli; pero fue hasta el 21 de agosto del mismo año, cuando se entregaron las llaves de las primeras 227 casas a maestros normalistas de la entidad y se inauguró el primer centro comercial «Conasuper», en las inmediaciones de la plaza Isidro Fabela, en Cumbria.

### Creación oficial
Con el decreto Número 71 de la H. XLV Legislatura del Estado de México, firmado el 22 de junio de 1973, se estipulo la denominación oficial del municipio número 121 del Estado de México, que fue la de Cuautitlán Izcalli:

«Se crea el Municipio de Cuautitlán Izcalli, México, y se delimita la poligonal que con base en los puntos de referencia en el mencionado decreto vertidos sirven de límites a este municipio.»
Congreso del Estado de México, XLV Legislatura

Una vez hecho esto, tanto la ciudad como el municipio fueron establecidos de forma oficial, junto a Infonavit Norte, su primera colonia.

## Escudo
Su escudo está representado por un glifo, formado por un árbol con una dentadura abierta al centro del tronco, y significa «abundancia entre las cabezas». Los husos o malacates con el algodón son el glifo que representaba a la diosa Tlazolteotl, protectora de los tejedores, e Izcalli está representada por el glifo calli, «casa». El mismo es compartido con Cuautitlán, diferenciándose porque este fue combinado con una figura similar al escudo del municipio, y fue volteado a la derecha.

## Geografía
Tiene una extensión territorial de 109.54 kilómetros cuadrados, representa el 0.5% de la superficie del Estado de México.
Las porciones más altas están ubicadas al sur del municipio a una altura máxima de 2430 m s. n. m. (metros sobre el nivel del mar) y la más baja se encuentra al occidente con 2200 m s. n. m., la cabecera municipal está a 2280 m s. n. m.

### Clima
El tipo de clima de la ciudad es predominantemente templado. En temporadas de lluvias suele estar imperantemente nublado, mientras que en la temporada seca el panorama climático se observa parcialmente nublado, siendo uno de los ambientes más cómodos de la urbe durante todo el año. Sus temperatura generalmente varían de 5 °C a 26 °C, y rara vez bajan a menos de 2 °C, o suben a más de 29 °C. De acuerdo al turismo, la mejor época del año para visitar Izcalli es en épocas calurosas, que abarcan desde finales de marzo hasta principios de junio.

## Paisaje urbano

### Arquitectura
El rascacielos más conocido de la ciudad es el del hospital Luna Parc, mismo que pertenece a la línea de hospitales privados Star Médica. Con catorce plantas de altura, dicha construcción es una de las más altas de la localidad, teniendo percepción visual desde algunos municipios aledaños, como Tepotzotlán y Tultitlán.

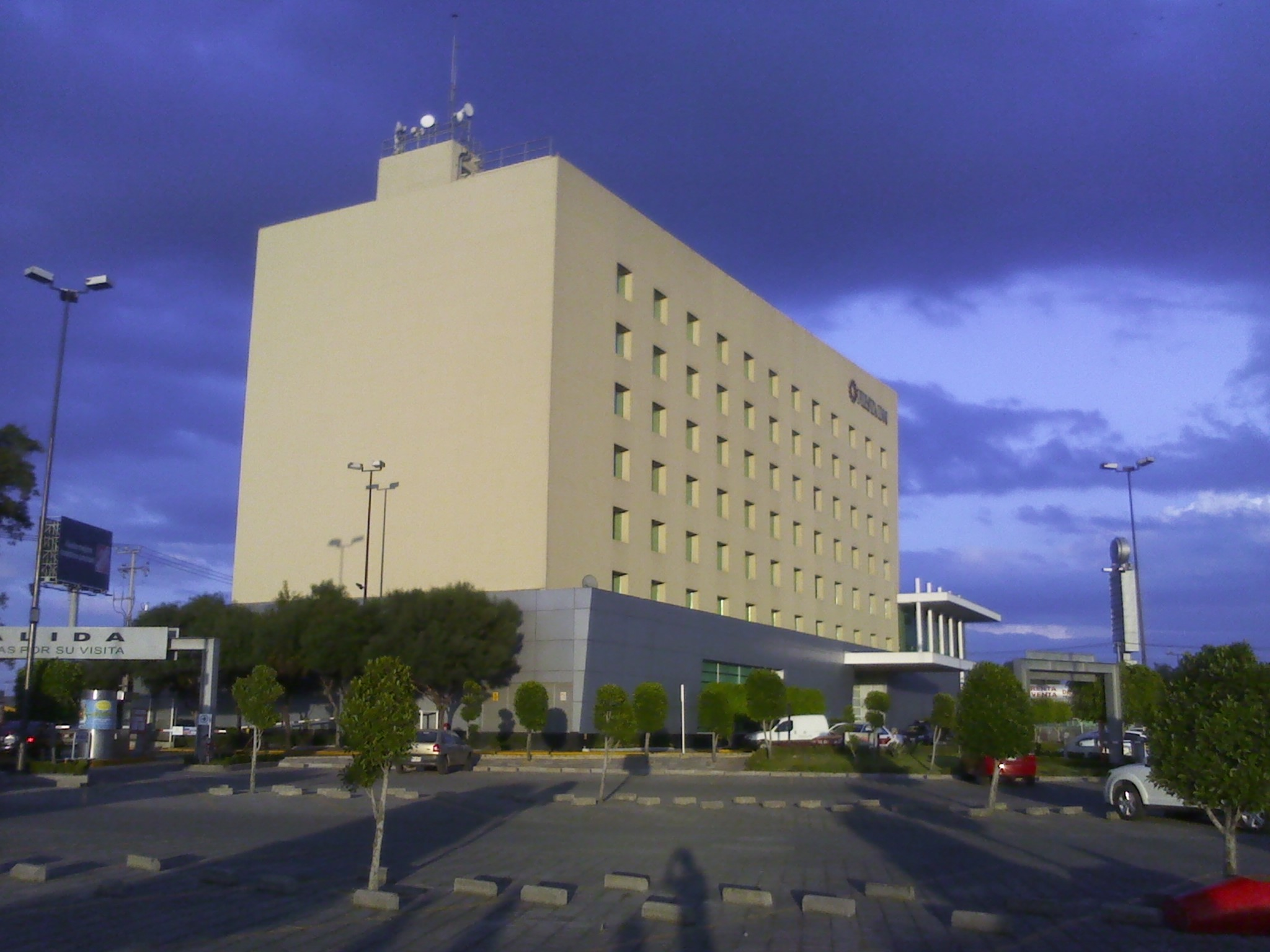
Hotel Fiesta Inn, en 2012.
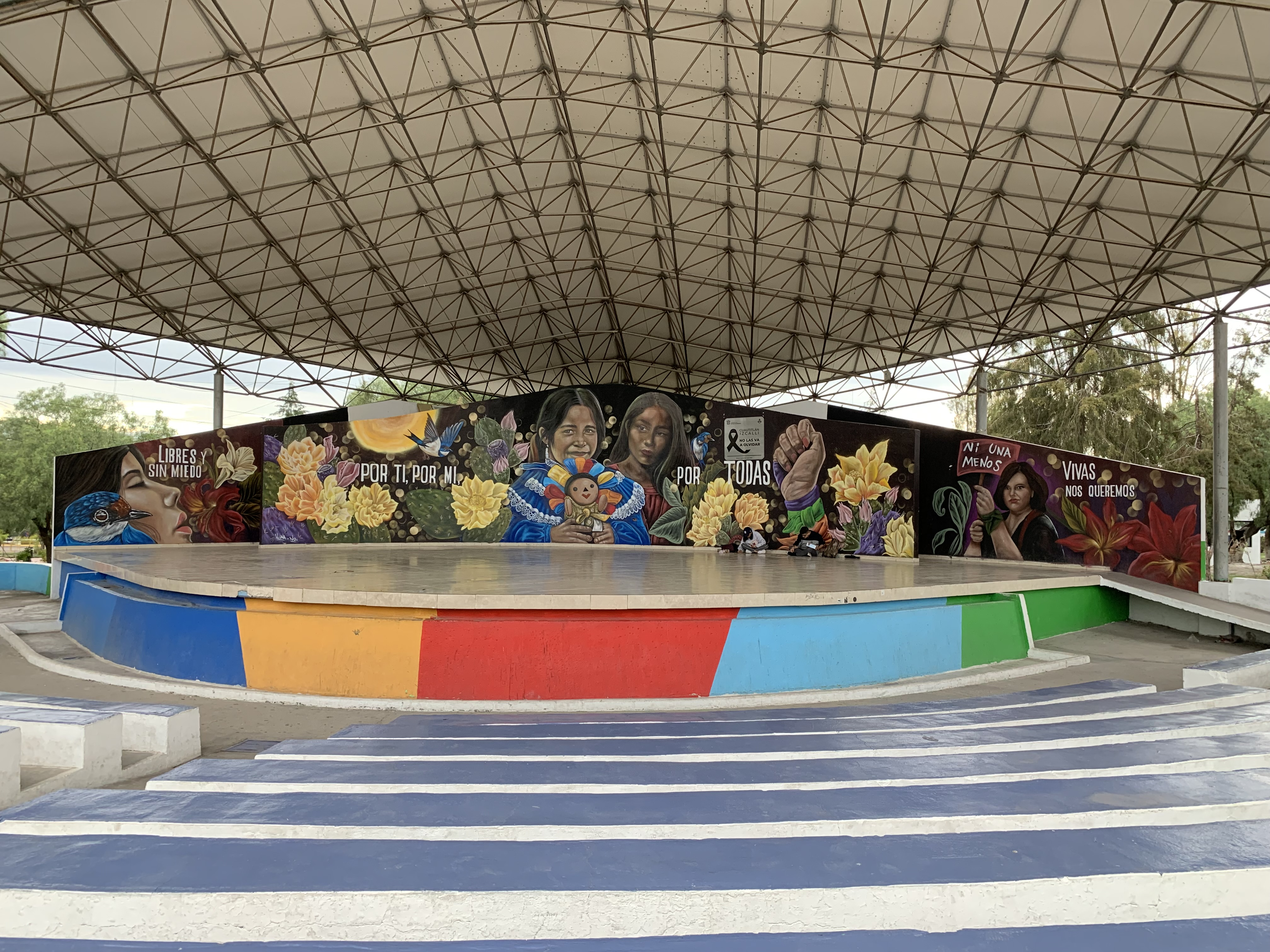
Concha Acústica frente al palacio municipal, en 2023.
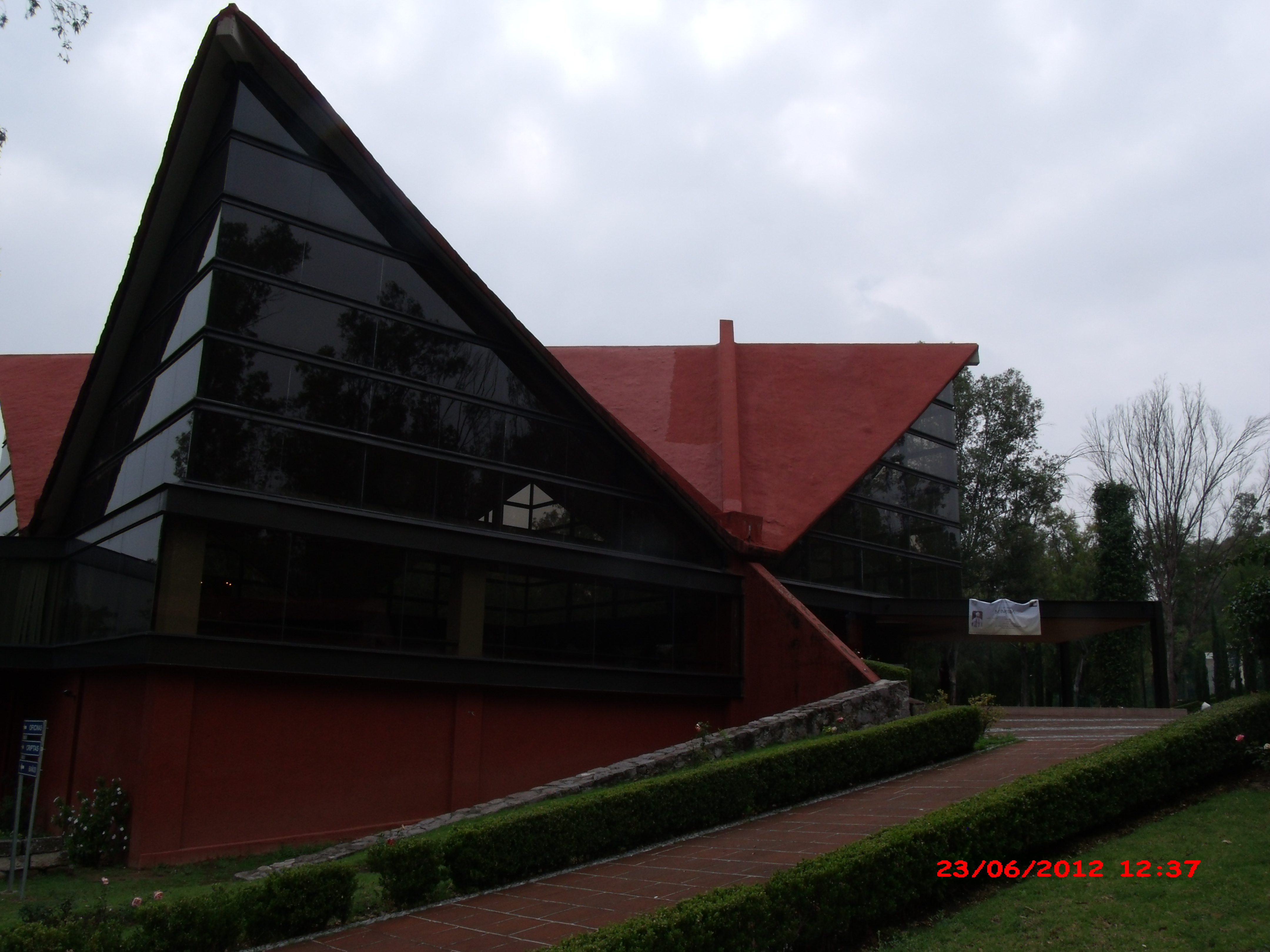
Misión Pastoral San Benito Abad, en 2012.
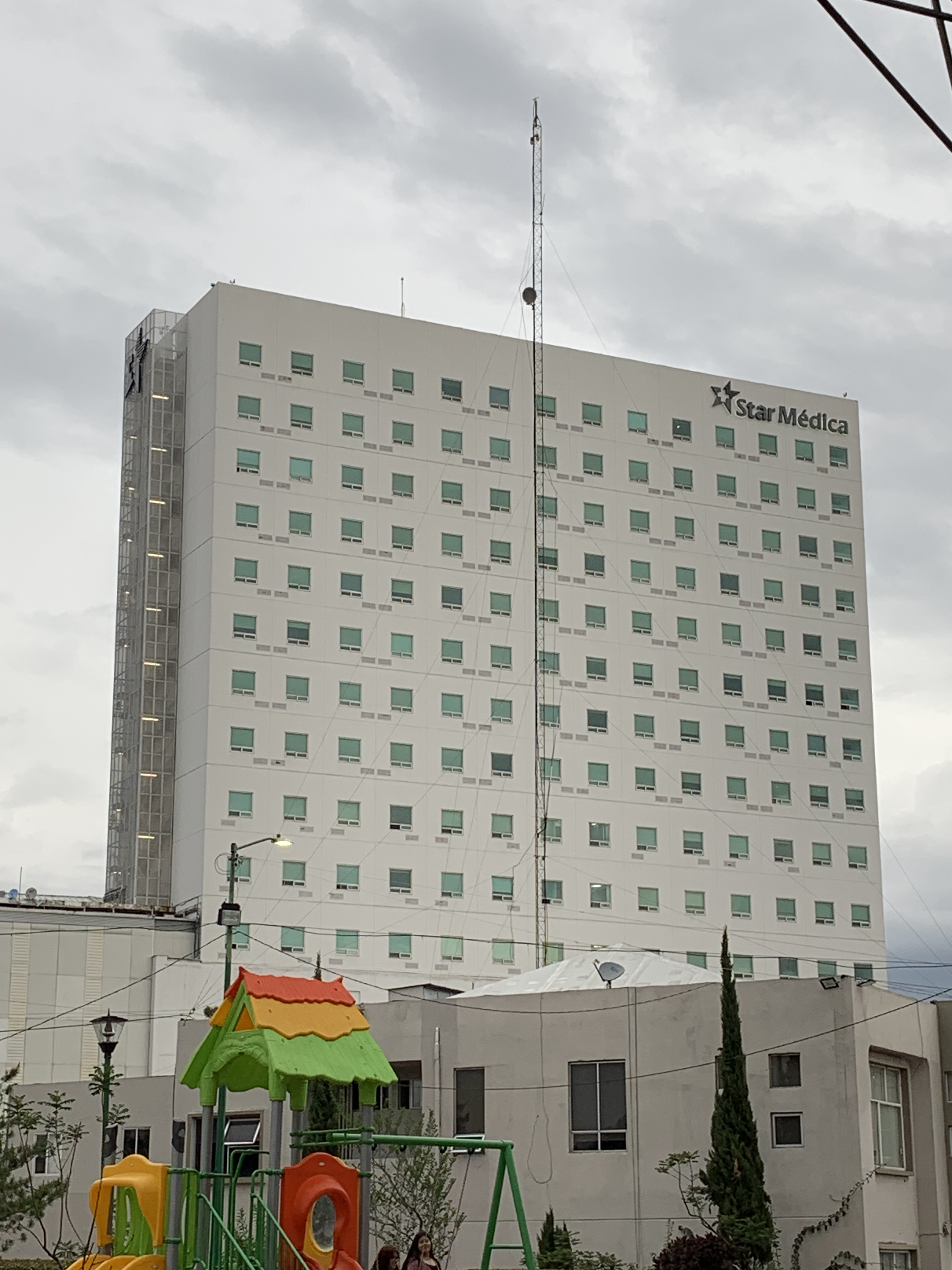
Rascacielos Luna Parc, en 2023.
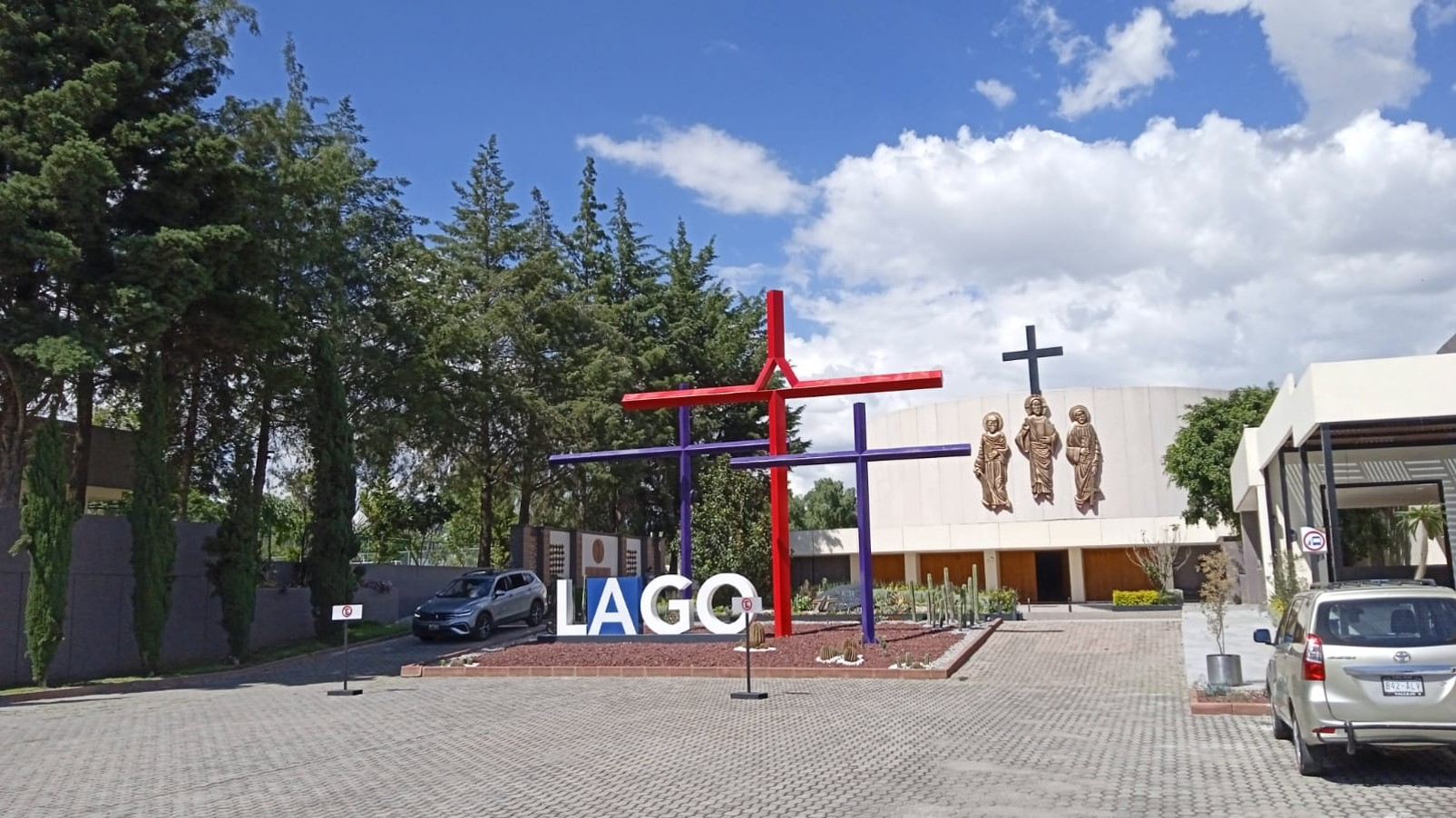
Conjunto Escolar Lago - Sede CEM, en 2024.

### Parques naturales
- Lago de Guadalupe: una zona natural protegida, que cuenta con un cuerpo de agua de gran extensión.[29]

- Parque Espejo de los Lirios: su zona natural tiene registros que datan desde siglos desconocidos.[30][31]

- Parque central: cuenta con una de las áreas verdes más grandes de la ciudad.[32][33] En junio de 2024, Grupo Bimbo apoyó a su preservación con la realización de un programa llamado «Buen Vecino», que consistió en una reforestación con ayuda de voluntarios.[34]

- Parque de las Esculturas: un parque ecoturístico, que además funciona como un museo al aire libre, en el que, de forma permanente, se exhiben diecisiete esculturas de la artista Charlotte Yazbek.[35]

- Parque de la familia: fue inaugurado en 2008 por el actor, comediante y presentador Chabelo, como parte del 35 aniversario de la fundación del municipio. Cuenta con un sendero para caminatas y atletismo, y grandes extensiones de árboles. Se tenía planeado que al finalizar su establecimiento llevara el nombre de «Chabelo», en honor a este último, sin embargo, esto nunca se concretó.[36][37]

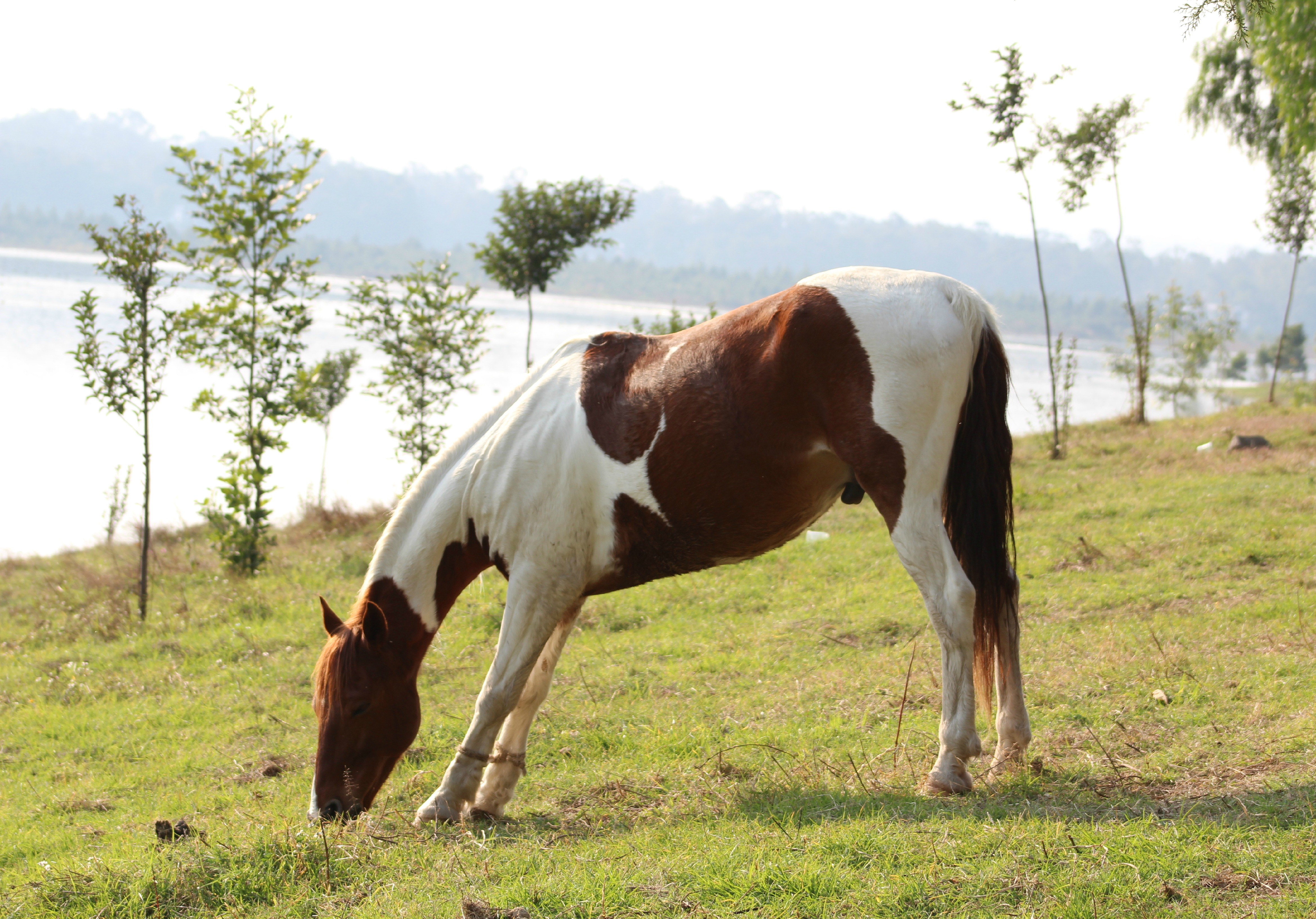
Caballo comiendo a un lado del lago de Guadalupe, en noviembre de 2014.
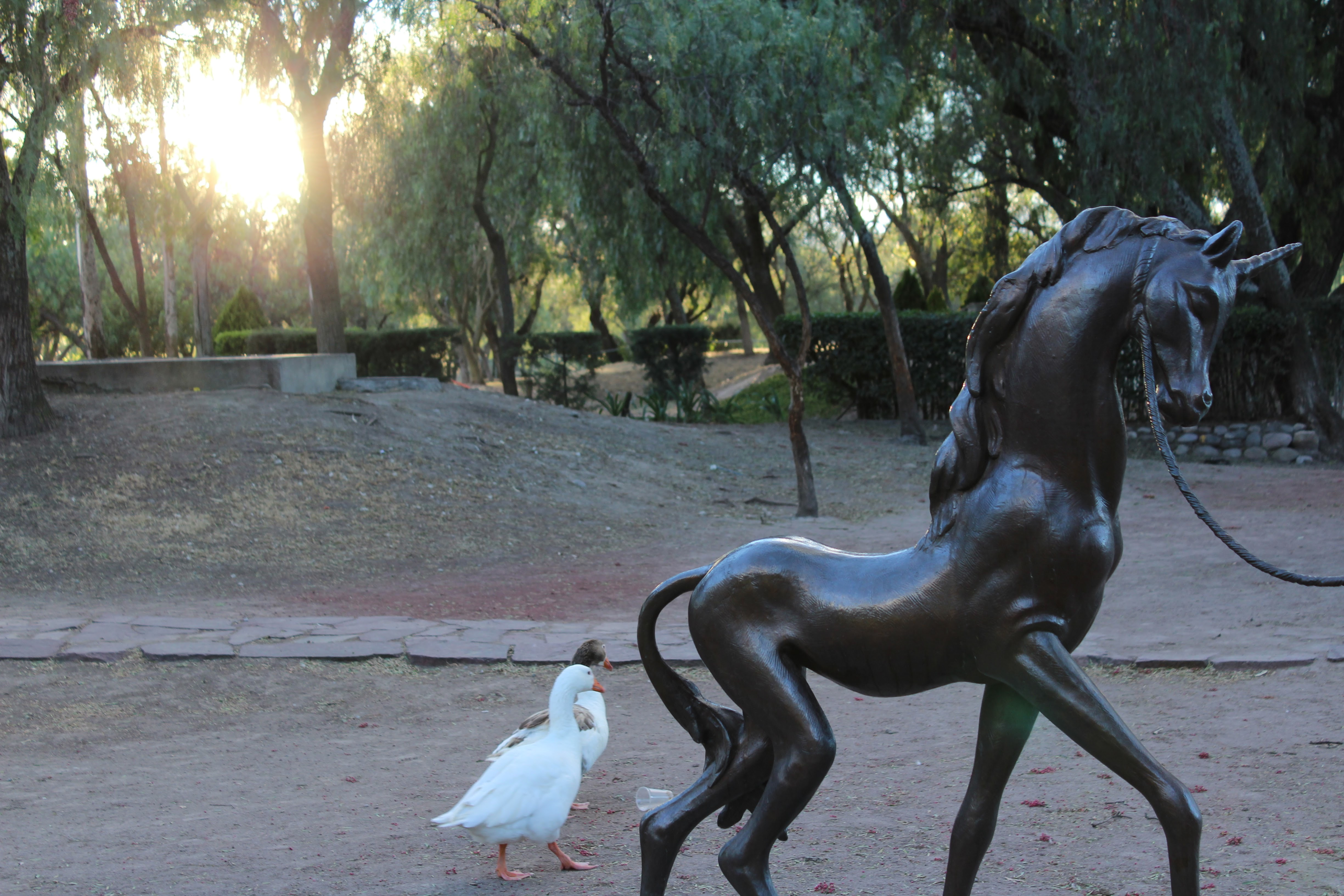
Parque de las Esculturas, detalle de una de las obras del parque, en 2016.
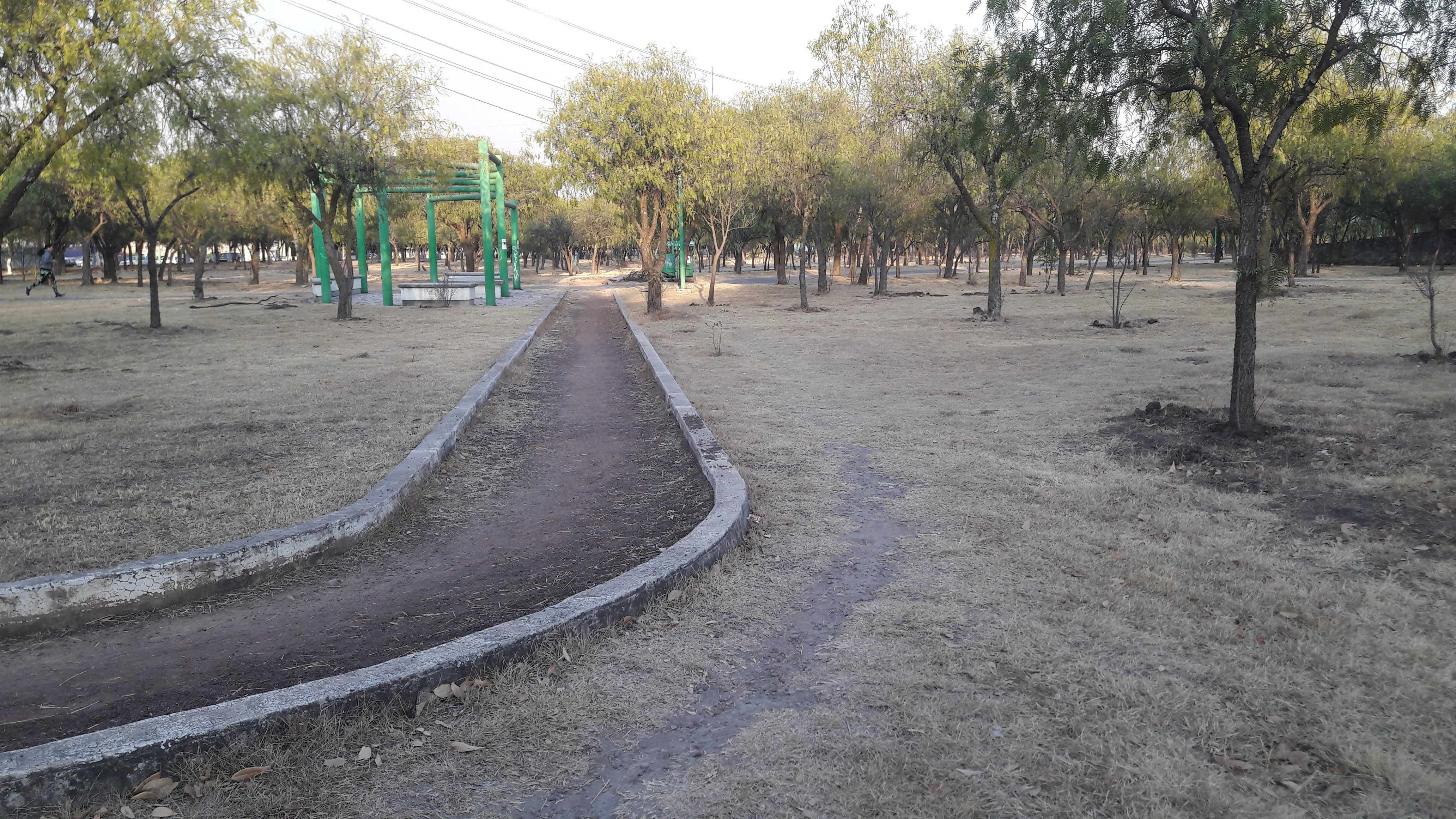
Parque de la familia, en 2016.

## Economía

### ACME
La agrupación Autotransportistas, Comerciantes y Anexas de México, de siglas ACME, es conformada por transportistas, comerciantes, y anexas del Estado De México, y fue fundada en Cuautitlán Izcalli. Su organismo es autónomo, sin afiliación a partidos políticos o instituciones gubernamentales, y se dedica al apoyo del comercio ambulante, transporte público, tianguistas, y otros trabajadores de la ciudad.
En 2023, ACME se vio en polémica por dos situaciones; la primera se dio en enero, donde una disputa de control entre comerciantes de un tianguis afiliado al grupo, cobró la vida de una persona, y la segunda en abril, cuando fueron denunciados por el ayuntamiento de la ciudad, al ser acusados de chantajes y de actos ilegales. En octubre del mismo año, Jafet Sainz, el líder de la agrupación, sufrió un atentado armado mientras circulaba en una camioneta por la colonia El Sabino del municipio de Izcalli, saliendo ileso del siniestro.

### Centros comerciales
En su parte norte, los centros comerciales de la ciudad incluyen al Centro San Miguel, San Marcos Power Center, y Luna Parc, mientras que en el sur se hallan Galerías Perinorte y Premium Outlets Punta Norte.

### Empresas
Empresas como Alpura y Becton Dickinson instalaron sus plantas industriales en esta ciudad.
Bic, la compañía francesa de productos desechables como encendedores, bolígrafos, y rasuradoras de afeitar, estableció en esta urbe una de sus principales plantas internacionales.
La planta Ford Cuautitlán pertenece a la empresa estadounidense de automóviles Ford Motor Company, misma que se convirtió en la primera planta de Ford en México en producir vehículos eléctricos de forma masiva.

### Mercados
El mercado del Carmen es uno de los mercados con mayor afluencia por los residentes de la ciudad y por personas aledañas a la misma, vendiendo diferentes productos de uso personal y alimenticios.

## Religión
Cuautitlán Izcalli es una de las ciudades con mayor número de festividades patronales del culto católico en la región.
El 9 de junio de 2014, el papa Francisco creó la diócesis de Izcalli.
Cuautitlán Izcalli cuenta con diversos templos, dos de los cuales datan del siglo XVII:
- San Lorenzo Río Tenco (también parte del siglo XVI)[58]
- Santa Bárbara Tlacatecpan[59]

Y dos del siglo XVIII:
- San Juan Atlamica[60]
- San Mateo Ixtacalco[61]

Además del catolicismo, un pequeño sector poblacional se dedica a la veneración de la Santa Muerte, aglomerando a sus creyentes principalmente en la colonia Infonavit Norte, donde una imagen a dicha deidad cuenta con su propio altar. El cristianismo también tiene presencia, contando con una Iglesia Universal del Reino de Dios.

## Servicios públicos
Por mencionar a algunos de los servicios con los que cuenta la ciudad, se contempla a:
- Policía municipal
- Cruz Roja municipal[66]
- Bomberos y protección civil

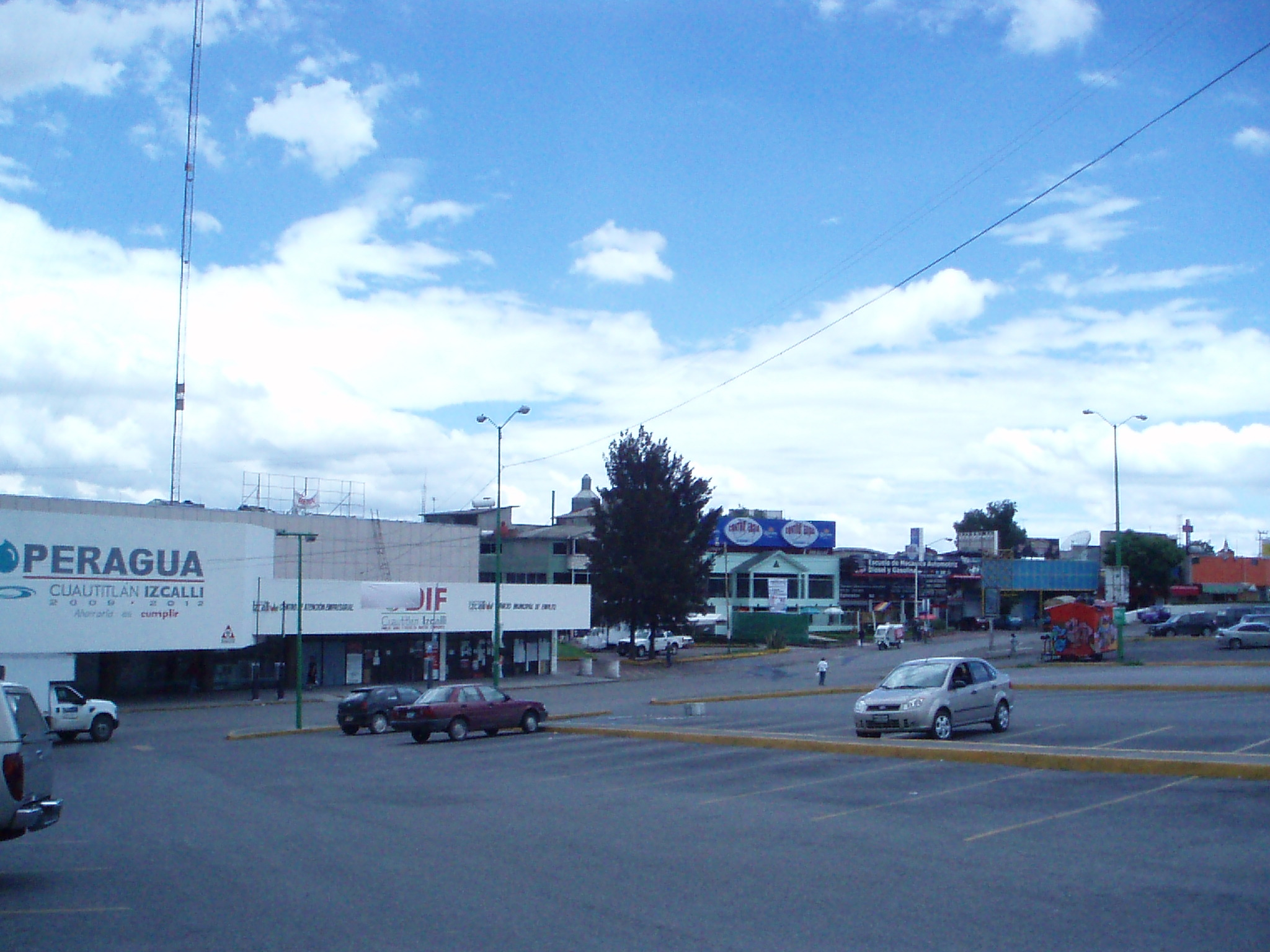
Institución Operagua (lado izquierdo de la imagen), en 2010.

- Organismo de Agua Potable Alcantarillado y Saneamiento (Operagua), encargado del abastecimiento de agua en el municipio[67]

- Salud pública: 
  - Hospital General de Zona 57 del IMSS
(Av. del Parque S/N, col. Sta María Guadalupe La Quebrada)
  - Clínica de Unidad de Medicina Familiar No.52 del IMSS
(Av. Nevado de Toluca S/N, col. Infonavit Norte)
  - Clínica Materno Infantil del DIF

### Línea Metropolitana y tanque de agua Providencia
El 30 de agosto de 2023, el gobernador Alfredo del Mazo Maza inauguró las obras de abastecimiento de agua potable línea Metropolitana y el tanque de agua Providencia, ambas como parte del municipio y la ciudad; dicha obra estimó un beneficio a más de mil seiscientas colonias del Estado de México y la Ciudad de México. Su construcción llevó 10 años en poder concretarse, ya que tuvo la finalidad de proveer con agua a la Zona metropolitana del valle de México. El tanque de agua se convirtió en el más grande del Estado de México, contando con una capacidad de 50 mil metros cúbicos de almacenamiento.

## Seguridad

### Centro de Justicia de Cuautitlán Izcalli
El centro de justicia de Cuautitlán Izcalli, localizado en la avenida Constitución 100, Centro Urbano, es el organismo público de justicia del municipio, que funciona como ministerio público para dar resolución a casos judiciales en torno a actos criminales.

### Centro de Justicia para las Mujeres Izcalli
Inaugurado en noviembre de 2013, el Centro de Justicia para las Mujeres, localizado en el andador Roteherdam #9, colonia Centro Urbano, se especializa en la atención y justicia a casos judiciales que exclusivamente se centran en las mujeres residentes del municipio. Dicha institución también es conocida como la casa rosa, o el edificio rosa.

### Juzgados Lago de Guadalupe
El 17 de agosto de 2023, el gobernador del Estado de México Alfredo del Mazo Maza inauguró los juzgados Lago de Guadalupe, localizados en la colonia del mismo nombre. Dicho órgano constitucional se estableció para atender los temas legales de la ciudad, y así también los de municipios como Coyotepec, Huehuetoca, Melchor Ocampo, Teoloyucan, Tepotzotlán, Tultepec, Tultitlán, y Cuautitlán.

## Transporte

### AMT terminal Conalep
La AMT terminal Conalep, también conocida como Ruta 123, es una parada de autobús localizada en la avenida Primero de Mayo, colonia Infonavit Norte, cerca de la preparatoria técnica Conalep Cuautitlán 108. Es una de las principales rutas de transporte para salir del territorio de Izcalli, ya que cuenta con direcciones que llegan a Tlalnepantla de Baz, Ciudad Satélite, Naucalpan de Juárez, y tiene como paraderos finales, de llegada y de regreso, las estaciones del metro Cuatro Caminos y Politécnico, en Ciudad de México.

### Línea 2 del Mexibús
La Línea 2 del Mexibús tiene como terminales la estación La Quebrada, con ubicación en Cuautitlán Izcalli, y Las Américas, localizada en Ecatepec de Morelos. A su vez, a esta ruta también se le conoce como Mexibús 2: La Quebrada - Las Américas.

## Cultura

### Bibliotecas
- Biblioteca Sor Juana Inés de la Cruz: biblioteca pública, ubicada en la avenida 1.º de Mayo, colonia Ensueños.[83]
- Biblioteca Pública Municipal Lic. Mario Colín Sánchez: biblioteca pública, ubicada en la avenida Citlaltépetl, colonia Infonavit Norte.[84][85]
- Biblioteca Pública Lic. Efraín González Luna: biblioteca pública, ubicada en rancho San Antonio, esquina rancho Tarcingo, colonia San Antonio.[86]

### Lugares recreativos
- Instituto Municipal de la Juventud Cuautitlán Izcalli (IMJUCI): localizado en la avenida constitución 24, colonia Cumbria, se dedica a la difusión de cultura, salud mental, y otros temas dirigidos a la juventud del municipio. En el mismo se imparten talleres, cursos, y capacitaciones de varios tipos.[87]
- Centro Regional de Cultura Cuautitlán Izcalli: un espacio cultural gestionado por el Instituto Mexiquense de Cultura, en el que se imparten talleres de ballet, danza folclórica mexicana, teatro, guitarra, piano, teatro para niños, canto, entre otras clases.[88]
- Plaza Estado de México: fue inaugurada el 20 de abril de 2013, en homenaje al Ejército Mexicano y a la Fuerza Aérea Mexicana, y se encuentra ubicada a un costado de la Autopista México-Querétaro.[89]
- Ciudad Juventud: tras anunciarse su construcción el 14 de noviembre de 2022,[90] un año después, el 1 de abril de 2023, se inauguró la primera parte de Ciudad Juventud en la avenida del Jacal s/n Colonia La Perla, un sitio exclusivo para jóvenes residentes del municipio en el que se incorporó un teatro al aire libre, una biblioteca, espacios para talleres culturales y deportivos, y espacios de promoción para el emprendimiento.[91] Dicho sitio se convirtió en el primero en su tipo en todo México.[92]

### Teatros
- Teatro San Benito Abad: pertenece a la escuela privada Centro Escolar del Lago, y tiene una capacidad para albergar a 1500 espectadores.[93]

## Medios de comunicación
La ciudad cuenta con periódicos y páginas web dedicadas a la difusión de noticias locales, nacionales e internacionales. 

### Periódicos
- Periódico de Izcalli[94]
- Periódico Aquí[95]
- Punto Medio[96]
- Zona Cero noticias[97]

### Páginas web
- ACME Lealtad[98]
- Izcalli Online[99]
- Mizcalli[100]
- Visión Urbana[101]

## Deporte

### Arena Mamá Lucha-S
La Arena Mamá Lucha-S es un recinto y promoción de lucha libre profesional, inaugurado el 16 de noviembre de 2019.

### Estadio Hugo Sánchez Márquez
El Estadio Hugo Sánchez Márquez es un estadio inaugurado en 2003, que también se utiliza también para paseos familiares.

## Educación

### Preescolares
- Jardín de Niños Clara del Moral[105]
- Jardín de niños Anton Makarenko[106]
- Jardín de Niños «Jesus Silva Herzog»[107]
- Jardín de Niños Cuicacalli[108]
- Jardín de Niños María Enriqueta Camarillo de Pereyra[109]
- Jardín de Niños Ercilia de Calvo[110]
- Jardín de Niños Tihui
- Jardín de Niños «Rosaura Zapata»
- Jardín de Niños «Tonalli»[111]

### Primarias
- Escuela primaria Leyes de Reforma[112]
- Escuela primaria Narciso Bassols[113]
- Escuela primaria Gregorio Torres Quintero[114]

### Secundarias
- Escuela secundaria colegio Latino Jesuita[115]
- Escuela secundaria técnica n.º 73 «Octavio Paz»[116]
- Escuela secundaria general n.º 201 «Frida Kahlo»[117]
- Escuela secundaria oficial n.º 0626[118]
- Escuela secundaria oficial n.º 420 «Sor Juana Inés de la Cruz»[119]
- Escuela secundaria oficial n.º 146 «General Felipe Ángeles»[120]
- Escuela secundaria oficial n.º 0790 «Carlos Fuentes»[121]
- Escuela secundaria oficial n.º 0225 «Manuel Gutiérrez Najera»[122]
- Escuela secundaria oficial n.º 464 «Dr. Gustavo Rosendo Baz Prada»[123]
- Escuela secundaria oficial n.º 421 «Dr. Alfonso García Robles»
- Escuela secundaria oficial n.º 844 «Ángel María Garibay Kintana»

### Preparatorias
- Escuela preparatoria oficial n.º 11
- Escuela preparatoria oficial n.º 67
- Escuela preparatoria oficial n.º 113
- Escuela preparatoria oficial n.º 114
- Escuela preparatoria oficial n.º 126
- Escuela preparatoria oficial n.º 163
- Escuela preparatoria oficial n.º 241
- Escuela preparatoria oficial n.º 272
- Escuela Normal de Cuautitlán Izcalli y preparatoria Anexa C.C.T

#### Técnicas

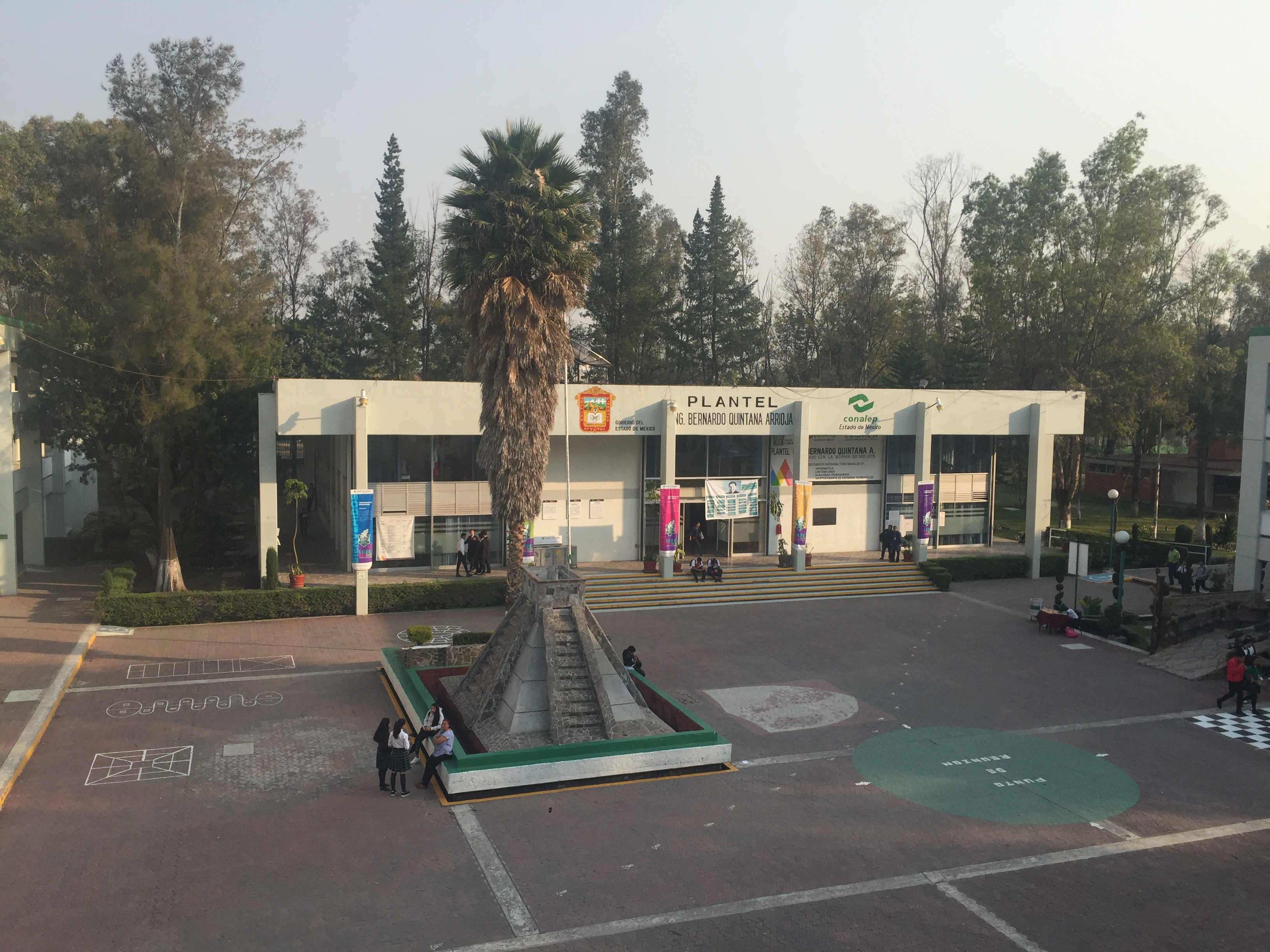
Interior del Conalep Ing. Bernardo Quintana Arrioja, fotografiado en 2019.

- Conalep Ing. Bernardo Quintana Arrioja[124]
- Conalep Cuautitlán 108[125]
- CECyTEM Cuautitlán Izcalli[126]
- CBTis 160[127]

### Universidades
- Facultad de Estudios Superiores Cuautitlán (FESC, UNAM; campo uno y campo cuatro)[128]
- Escuela Normal de Cuautitlán Izcalli[129]
- Unidad Académica Profesional Cuautitlán Izcalli (UAEMéx)[130]
- Universidad Politécnica de Cuautitlán Izcalli (UPCI)[131]
- Tecnológico de Estudios Superiores de Cuautitlán Izcalli (TESCI)

### Centros de enseñanza privados

#### Niveles de educación mixtos
- Centro escolar del lago[132]
- Colegio Bosques del Alba[133]
- Colegio liceo bretaña[134]

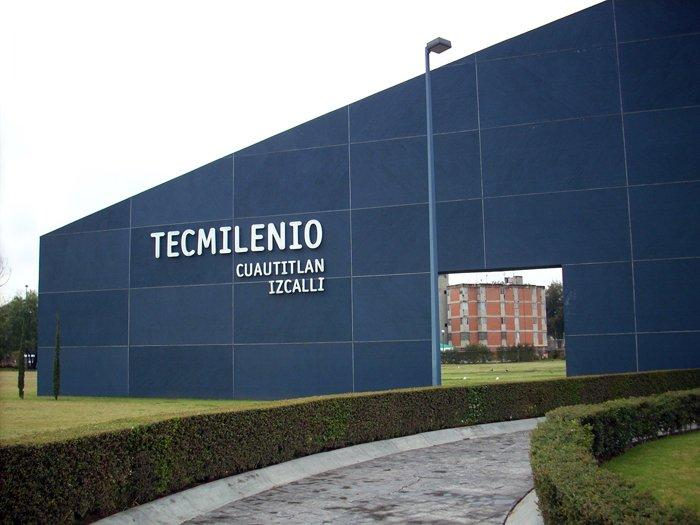
Fachada del campus Cuautitlán Izcalli de la Universidad Tecmilenio, fotografiada en 2012.

- Colegio de las Américas de Cuautitlán[135]
- Colegio Christa Corrigan[136]
- Colegio Acamapichtli[137]
- Centro Escolar México Americano (CEMA)[138]
- Centro Universitario del Valle de Beraca (CUVBe)
- Colegio de las Américas (campus Cuautitlán)
- Centro Cultural Fray Bartolomé de las Casas
- Innova Schools campus Cuautitlán Izcalli[139]
- Instituto Bilingüe Kennedy
- Instituto Educativo Madame Curie
- Instituto Educativo Profesor Alfonso Sánchez García
- Instituto Tepeyac campus Cuautitlan Izcalli
- Inter - Instituto Educativo campus Cuautitlan Izcalli
- Lake Forest School
- Universidad Tecmilenio campus Cuautitlán Izcalli

#### Universidades
- Colegio de Estudios de Posgrado de la Ciudad de México
- Universidad ICEL
- Universidad Franco Mexicana, plantel Norte
- Universidad Mexicana - plantel Izcalli (UNIMEX)
- Universidad de Cuautitlán Izcalli (UCI)
- Universidad de Ciencias Médicas y Administrativas (UCMA)

## Relaciones

### Hermanamientos
- Diez de Octubre, provincia de La Habana, Cuba (1999)[140]
- Curitiba, Paraná, Brasil (2006)[141]
- Morón, Buenos Aires, Argentina (2006)[141]
- Jordania, Ajlun (2017)[142][143]